# Silent Service
Silent Service (parfois sous-titré The Submarine Simulation) est un jeu vidéo de simulation de sous-marin. Conçu par Sid Meier, le jeu a été développé et édité par MicroProse en 1985.
Il a pour suite Silent Service II.

## Trame
Le joueur incarne un commandant américain effectuant des missions dans l'océan Pacifique lors de la Seconde Guerre mondiale.

## Système de jeu
Silent Service propose trois modes de jeu différents : action directe, campagne (avec plusieurs niveaux de difficulté), entraînement au lancement de torpilles.
Le jeu permet de gérer une partie des fonctions disponibles à bord d'un sous-marin : utiliser le périscope avec différents niveaux de zoom, lancer des torpilles, monter sur le pont et utiliser les jumelles, gérer le régime du moteur, plonger ou remonter le sous-marin, visualiser les avaries du matériels.
Ainsi, en mode campagne, le joueur doit gérer les déplacements de son sous-marin en utilisant sa carte. Il faut scruter le radar pour détecter la présence de bateaux ennemis. Le joueur a la possibilité d'accélérer ou de ralentir, de faire plonger le sous-marin pour éviter de se faire détecter. Quand un convoi est en vue, il faut surveiller la flotte ennemie à l'aide du périscope, essayer de s'approcher avec un angle d'attaque convenable, et enfin tirer une torpille ; il est ensuite conseillé de plonger et de couper les moteurs pour ne pas se faire repérer.
À la fin d'une partie, le jeu affiche un résumé des bateaux coulés, ainsi que leur tonnage total.